# Trazador radiactivo
Se denomina trazador radiactivo o marcador radiactivo a un compuesto químico que incorpora uno o varios isótopos radiactivos; gracias a la desintegración radiactiva que experimenta el compuesto, se puede explorar el mecanismo de las reacciones químicas mediante  el trazado de la ruta que sigue el radioisótopo, desde la molécula original hasta sus productos,  en un material u organismo. El radiomarcaje o trazado radiactivo  es una forma de marcado isotópico.
Los radioisótopos de hidrógeno, carbono, fósforo, azufre y yodo son ampliamente utilizados para rastrear las reacciones bioquímicas. Los trazadores radiactivos tienen también otros usos, como determinar la distribución de una sustancia dentro de células o tejidos, seguir el movimiento de un fluido o averiguar la ubicación de las fracturas creadas por la fracturación hidráulica en la producción de gas natural.
Los trazadores radiactivos son el fundamento de varias técnicas de visualización de tejidos, como la  tomografía por emisión de positrones, la tomografía computarizada de emisión monofotónica y las exploraciones médicas con tecnecio. La datación por radiocarbono utiliza el isótopo natural carbono-14 como isótopo trazador.

## Metodología
Los isótopos de un elemento químico difieren solo en el número de masa. Es habitual denotar el número de masa como un superíndice a la izquierda del símbolo del elemento o una cifra separada del nombre del elemento por un guion. Por ejemplo, los isótopos de hidrógeno se pueden escribir como 1H, 2H y 3H. Cuando el núcleo atómico de un isótopo es inestable, los compuestos que contienen este isótopo son radiactivos. El tritio es un ejemplo de isótopo radiactivo.
Los trazadores radiactivos se crean mediante un proceso habitualmente conocido como etiquetado radiactivo, que consiste en reemplazar un átomo de un compuesto químico por un isótopo radiactivo. Debido a la alta energía desprendida durante la desintegración radiactiva, el isótopo radiactivo puede estar presente en concentraciones bajas y su presencia puede detectarse mediante detectores de radiación como los contadores Geiger o los contadores de centelleo. George Hevesy obtuvo el Premio Nobel de Química en 1943 por sus investigaciones del uso de isótopos como trazadores en el estudio de procesos químicos.
Hay dos formas principales en las que se utilizan los trazadores radiactivos:
1. Cuando un compuesto químico etiquetado experimenta reacciones químicas, uno o más de los productos contendrán la etiqueta radiactiva. El análisis de lo que le sucede al isótopo radiactivo proporciona información detallada sobre el mecanismo de la reacción química.
2. Al introducir un compuesto radiactivo en un organismo vivo, el radioisótopo sirve para mostrar la distribución del compuesto y sus productos de reacción en el organismo.

## Producción
Los radioisótopos comúnmente utilizados tienen vidas medias cortas y, por lo tanto, no se encuentran en la naturaleza, sino que son producidos por reacciones nucleares. Uno de los procesos más importantes es la absorción de un neutrón por un núcleo atómico, por el que el número de masa del elemento en cuestión aumenta en una unidad por cada neutrón absorbido. Por ejemplo:
13C + n → 14C
En este caso, la masa atómica aumenta, pero el elemento no cambia. En otros casos, el núcleo del producto es inestable y se desintegra, emitiendo típicamente protones, electrones (partículas beta) o partículas alfa. Cuando un núcleo pierde un protón, el número atómico disminuye en 1. Por ejemplo:
32S + n → 32P + p
La irradiación de neutrones se realiza en un reactor nuclear. El otro método principal utilizado para sintetizar radioisótopos es el bombardeo de protones. El protón se acelera a alta energía en un ciclotrón o en un acelerador lineal.

## Isótopos trazadores

### Hidrógeno
El tritio se produce por irradiación de neutrones de 6Li
6Li + n → 4He + 3H
El tritio tiene una vida media de 4500 ± 8 días (aproximadamente 12,32 años), y decae por desintegración beta. Los electrones producidos tienen una energía media relativamente baja, de 5,7 keV, por lo que la eficiencia de detección por recuento de centelleo es bastante baja. Sin embargo, el tritio se usa con frecuencia como trazador en estudios bioquímicos, debido a la presencia del hidrógeno en todos los compuestos orgánicos.

### Carbono
El 11C decae por emisión de positrones. Tiene una vida media de aproximadamente 20 minutos y es uno de los isótopos más utilizados en la tomografía por emisión de positrones. El 14C decae por desintegración beta, con una vida media de 5730 años. Se produce continuamente en la atmósfera superior de la tierra, por lo que se encuentra en el medio ambiente, pero en cantidades than pequeñas que es más práctico generarlo mediante irradiación de neutrones a partir del isótopo 13C, presente en la naturaleza en concentraciones de aproximadamente el 1,1 %. El 14C se  usa principalmente para rastrear el recorrido de las moléculas orgánicas en las vías metabólicas.

### Nitrógeno
El El 13N se desintegra por emisión de positrones y tiene una vida media de 9,97 minutos. Es producido por  la reacción nuclear:
1H + 16O → 13N + 4He
El 13N se utiliza en la tomografía por emisión de positrones.

### Oxígeno
El 15O se desintegra por emisión de positrones con una vida media de 122 segundos. Se utiliza en tomografía por emisión de positrones.

### Flúor
El 18F decae predominantemente por emisión beta, con una vida media de 109,8 minutos. Se fabrica mediante bombardeo de protones de 18O en ciclotrones o aceleradores lineales de partículas. Es un isótopo importante en la industria de radiofármacos. Por ejemplo, se utiliza para fabricar fluorodesoxiglucosa (FDG) etiquetada para usos en la tomografía por emisión de positrones.

### Fósforo
El 32P se produce por bombardeo de neutrones de 32S:
32S + n → 32P + p
Decae por desintegración beta con una vida media de 14,29 días. Se usa comúnmente en bioquímica para estudiar la fosforilación de proteínas por quinasas.
El 33P se produce con un rendimiento relativamente bajo mediante el bombardeo de neutrones de 31P. También es un emisor beta, con una vida media de 25,4 días. Aunque su producción es más costosa que la del 32P, los electrones que emite son menos energéticos, lo que permite obtener una mejor resolución en algunas aplicaciones, como por ejemplo, en la secuenciación del ADN.
Ambos isótopos son útiles para marcar nucleótidos y otras especies que contengan un grupo fosfato.

### Azufre
El 35S se produce por bombardeo de neutrones de 35Cl:
35Cl + n → 35S + p
Experimenta desintegración beta tras una vida media de 87,51 días. Se utiliza para marcar los aminoácidos que contiene azufre —metionina y cisteína—. Cuando un átomo de azufre reemplaza a un átomo de oxígeno en el grupo fosfato de un nucleótido, se produce un tiofosfato, por lo que también es factible usar 35S para rastrear grupos fosfato.

### Tecnecio
El 99mTc es un radioisótopo muy versátil y el trazador  más utilizado en medicina. Es fácil de producir en un generador de tecnecio-99m, por la desintegración de 99Mo:
99Mo → 99mTc +e−
 + νe
El isótopo de molibdeno tiene una vida media de aproximadamente 66 horas (2,75 días), por lo que el generador tiene una vida útil de aproximadamente dos semanas. La mayoría de los generadores comerciales de 99mTc se basan en la cromatografía en columna, donde el 99Mo en forma de molibdato, (MoO4)2− se adsorbe en alúmina ácida (Al2O3). Cuando el 99Mo decae, forma pertecnetato (TcO4)-, que está menos unido a la alúmina. Al extraer la solución salina normal a través de la columna de 99Mo inmovilizado se eluye el 99mTc soluble, lo que da como resultado una solución salina que contiene 99mTc en forma de pertecnetato de sodio. El pertecnetato se trata con un agente reductor, como el Sn2+ y un ligando. Diferentes ligandos forman complejos de coordinación que le dan al tecnecio una mayor afinidad por sitios particulares del cuerpo humano.
El 99mTc decae por emisión gamma, con una vida media de 6,01 horas. La corta vida media asegura que la concentración corporal del radioisótopo se reduzca efectivamente a cero en unos pocos días.

### Yodo
El 123I se fabrica por la irradiación de protones de 124Xe. El isótopo de cesio obtenido por este proceso es inestable y se descompone en 123I. El isótopo generalmente se suministra en forma de yoduro e hipoyodato en una solución diluida de hidróxido de sodio con alta pureza isotópica. El Laboratorio Nacional Oak Ridge también ha producido 123I meadiante el  bombardeo de protones del 123Te.
El 123I decae por captura de electrones y su vida media es de 13,22 horas. Los rayos gamma de 159 keV que emite se utilizan en la tomografía computarizada de emisión monofotónica (SPECT). El isótopo también emite rayos gamma de 127 keV.
El 125I se utiliza con frecuencia en radioinmunoensayos por su semivida relativamente larga (59 días) y la alta sensibilidad de los contadores gamma a la radiación que emite.
El 129I está presente en el medio ambiente como resultado de los ensayos de armas nucleares en la atmósfera y accidentes en centrales nucleares como Chernóbil y Fukushima I. El 129I decae con una vida media de 15,7 millones de años y emite partículas beta y rayos gamma de baja energía. No se utiliza como trazador, aunque se puede detectar su presencia en organismos vivos mediante la detección de rayos gamma.

### Otros isótopos
Los estudios radiofarmacológicos especializados hacen uso de varios otros. Uno de ellos es el 67Ga porque, al igual que el 99mTc, es un emisor de rayos gamma y su ion Ga 3+ puede formar diversos complejos de coordinación con afinidad selectiva por determinadas partes del cuerpo humano.
La fracturación hidráulica también hace uso de una extensa variedad de trazadores radiactivos fáciles de identificar y medir.
Según la Comisión Reguladora Nuclear de Estados Unidos (NRC), los trazadores más utilizados son, entre otros, el 124Sb, el 82Br, el 125I, el 131I, el 192Ir y el 46Sc. Una publicación de 2003 de la Agencia Internacional de Energía Atómica también menciona el 56Mn, el 24Na, el 99mTc, la 110mAg, el 41Ar y el 133Xe.

## Usos
El tritio y la glucosa etiquetada con 14C se usan para investigar las tasas de absorción de glucosa, la biosíntesis de ácidos grasos y otros procesos metabólicos, como el metabolismo de las lipoproteínas.
En medicina, los trazadores se aplican en una serie de análisis; cabe destacar el uso del 99mTc en autorradiografía y medicina nuclear, que incluye la tomografía computarizada por emisión de fotón único (SPECT), la tomografía por emisión de positrones (PET) y la gammagrafía. En el análisis del aliento para detectar infecciones de Helicobacter pylori se usaba comúnmente una dosis de urea marcada con 14C; en la presencia de H. pylori, la urea se descompone en dióxido de carbono marcado con el isótopo, pero en los últimos años, ha aumentado el uso de sustancias enriquecidas en el isótopo no radiactivo 13C para evitar la exposición del paciente a la radiactividad.
En la fracturación hidráulica, los isótopos trazadores radiactivos se inyectan en el suelo junto con el fluido de fracturación para determinar el perfil de inyección y la ubicación de las fracturas creadas. Para esta aplicación, se utilizan trazadores con diferentes vidas medias para cada etapa del proceso. En los Estados Unidos, las cantidades por inyección de radionúclido se enumeran en las pautas de la Comisión Reguladora Nuclear de Estados Unidos (NRC).